# Australopithecus bahrelghazali
Espèce
Australopithecus bahrelghazali est une espèce fossile d'hominidés appartenant au genre Australopithecus découverte le 23 janvier 1995 par une mission de recherches paléontologiques au Tchad dans le Sahara (précisément dans l'erg du Djourab), à l'initiative du CNAR (Centre national d'appui à la recherche) de la République du Tchad, et dirigée par Michel Brunet, avec l'appui de la DRGM (Direction des recherches géologiques et minières de la République du Tchad). Elle aurait vécu entre 3,5 et 3,0 millions d'années BP en Afrique centrale et serait donc contemporaine des Australopithecus afarensis d'Afrique orientale.
Cette découverte fondamentale permet en 1996 la création de la MPFT (Mission paléoanthropologique franco-tchadienne) qui met en collaboration le CNAR et les universités de N'Djaména et de Poitiers.

## Découverte
Ce fossile a été décrit lors de la publication princeps de Nature en novembre 1995 comme étant un Australopithecus afarensis. En raison de différences morphologiques significatives il prend un nom scientifique propre le 20 mai 1996 dans les Comptes rendus de l'Académie des Sciences de Paris.
Il s'agit d'un fragment de mandibule découvert au Tchad à l'est du Bahr el Ghazal (« rivière des gazelles ») à environ quarante-cinq kilomètres au nord-est de Koro Toro, par Mamelbaye Tomalta, chauffeur à la Direction des Recherches Géologiques et Minières du Tchad, en présence de Michel Brunet le 23 janvier 1995 sur le site appelé KT12. Ce fragment qui constitue l'holotype est catalogué KT12/H1.
Sur l'emplacement de sa mise au jour, une prémolaire supérieure d'un autre individu est découverte lors du tamisage des sédiments en janvier 1996 par Alain Beauvilain. Ce paratype est catalogué KT12/H2.

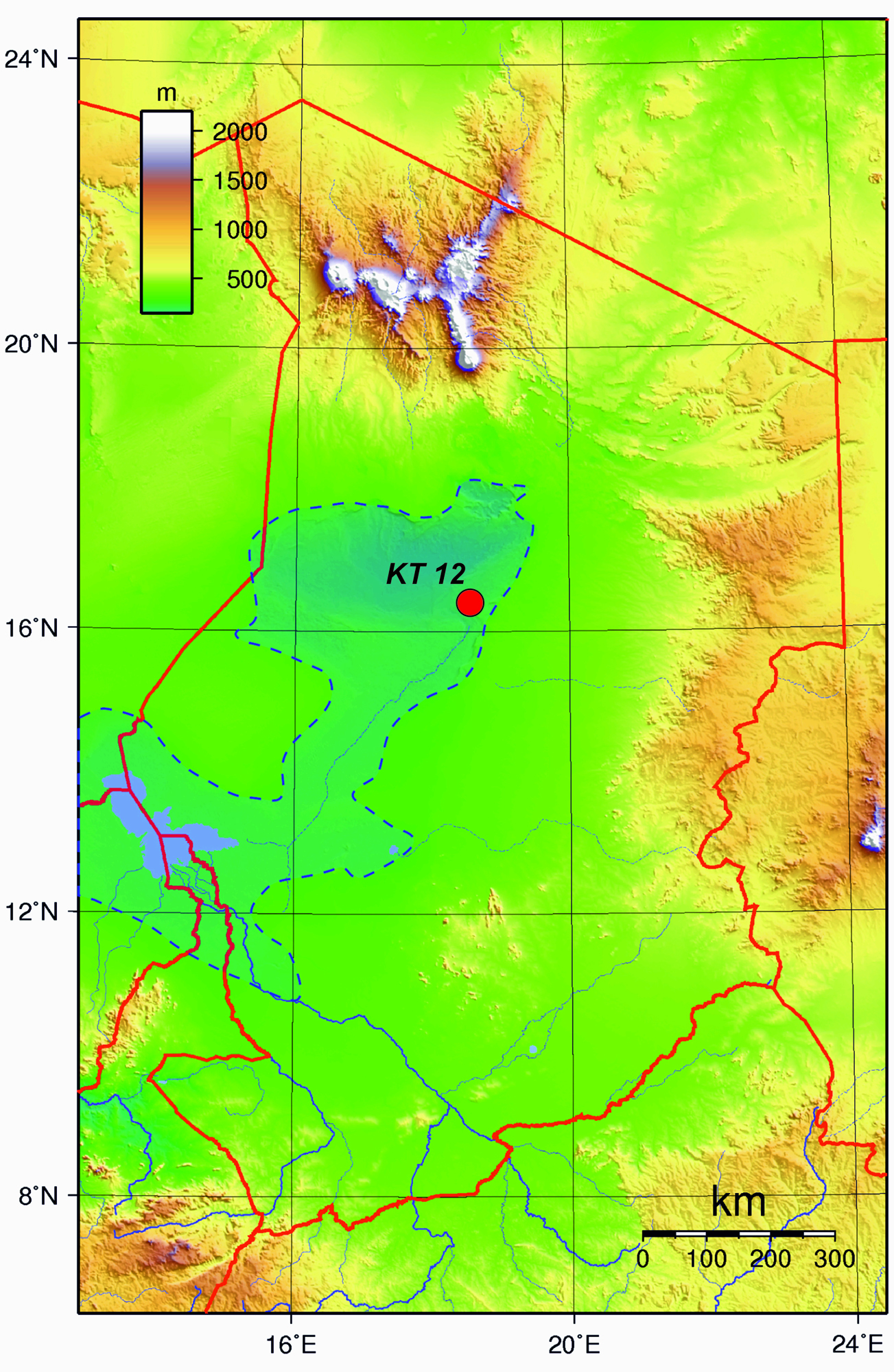
Emplacement du site KT 12.
La zone en bleu transparent limitée par des tirets correspond à l'extension maximale supposée du paléo-lac Tchad durant l'Holocène.

L'holotype a été surnommé « Abel » en hommage au géologue Abel Brillanceau, un collègue de Michel Brunet mort en 1989 au Cameroun.
Au cours des campagnes suivantes, plusieurs nouveaux fragments sont découverts. Un troisième fossile, constituant un fragment de maxillaire gauche, a été collecté le 16 janvier 1996par Mahamat Kasser, ingénieur géologue à la Direction des Recherches Géologiques et Minières du Tchad, sur le site de KT13, voisin proche de KT12. Catalogué KT13-96-H1, il apparaît dans un article scientifique de 1997 comme Australopithecus sp. Indet. pour être nommé Australopithecus bahrelghazali en 2012,,. Un quatrième fossile, une symphyse mandibulaire avec deux dents, a été mis au jour le 18 juillet 2000 à quelques kilomètres au sud de KT13 sur le nouveau site de KT40. Enfin, un cinquième fossile est découvert en 2012 sur le site KT12 et correspond à toute la partie postérieure droite de la mandibule holotype découverte en 1995.
Les trois sites à hominidés de KT12, KT13 et KT40 sont situés au pied d'un même cordon sableux, le Goz Kerki, témoignage d'un ancien rivage relatif à l'extension de l'ancien lac Méga Tchad. Le potentiel fossilifère de ce secteur demeure donc important.

## Caractéristiques
La mandibule d'Abel – relativement plus parabolique que celles des autres Australopithèques connus – a conservé une incisive, deux canines et les quatre prémolaires. Les dents sont très robustes et rappellent celles des Australopithèques de l'Afar ; elle s'en distingue par la forme plus redressée de la symphyse mentonnière (accompagnée par des torus transverses moins développés, une fosse génio-glosse peu profonde et un foramen réduit) ainsi que par l'existence de trois racines pour les prémolaires au lieu de deux.
Australopithecus bahrelghazali appartiendrait à une lignée évolutive distincte de celle d'Australopithecus afarensis, pouvant être expliquée par un phénomène de spéciation due à la distance de 2 500 km séparant le Tchad de la dépression de l'Afar. Ce point étant cependant toujours discuté par la communauté scientifique qui évoque la possibilité d'une simple variabilité au sein de l'espèce.

## Datation
L'âge d'Australopithecus bahrelghazali a été estimé entre 3,5 et 3,0 Ma sur la base de données biochronologiques des fossiles animaux retrouvés sur le site.
Une datation absolue de 3,58 +/- 0,27 Ma, obtenue grâce à la méthode du béryllium 10 / béryllium 9, a été publiée en mars 2008 par une équipe française pour le niveau de sédiment qui renfermait le fossile. Toutefois, la mandibule a été trouvée dans des dépôts issus de l'érosion pluviale dont le site a été balayé plusieurs fois depuis 1995 avant le prélèvement des sédiments et, de plus, la méthode paraît affectée par un biais de type raisonnement circulaire puisque c'est l'âge biochronologique des fossiles trouvés à proximité qui a servi à calibrer les appareils.

## Reconstitution du milieu
Il s'agit du premier Australopithèque retrouvé à l'ouest de la vallée du Rift. Le fossile provient d'une sablière peu stabilisée qui appartient à une série sédimentaire d'origine fluvio-lacustre. Au cours de la sédimentation des phases d'évaporation se sont produites dans les périodes sèches.
La faune associée comprend des poissons-chats de grande taille, des tortues terrestres et aquatiques et des crocodiles au museau allongé. Parmi les mammifères, sont retrouvés des fossiles d'hippopotame, d'éléphant, de rhinocéros, d'un hipparion et de sivatherium (girafe au corps massif, au cou court et aux cornes gigantesques) ainsi que de nombreuses espèces d'antilopes et de suidés.
La présence d'espèces aquatiques, terrestres et amphibies, typiques de la brousse et de la savane, fait penser que les os se sont déposés sur les rivages d'un grand lac, prédécesseur du lac Tchad, entouré d'un milieu analogue.

## Implications
La découverte d'Australopithecus bahrelghazali, puis celle de Sahelanthropus tchadensis en 2001 dans la même région, ont conduit à remettre en question la théorie de l'East Side Story popularisée par Yves Coppens. Ce modèle séduisant expliquant l’apparition de la lignée humaine en Afrique de l'Est par un changement climatique majeur lié à la formation du grand rift avait déjà été ébranlé par la mise en évidence d’une locomotion encore largement arboricole chez certains Australopithèques,.